# Монне-Бутон, Морис
Морис Поль Рене Монне-Бутон (фр. Maurice Paul René Monney-Bouton, 24 февраля 1892, Париж — 15 июня 1965, Клиши-ла-Гаренн) — французский гребец, двукратный серебряный призёр летних Олимпийских игр, двукратный чемпион Европы.

## Биография
Первую значимую награду Монне-Бутон завоевал в 1913 году, став чемпионом Европы в соревнованиях двоек с рулевыми. Партнёром французского гребца по экипажу был Габриэль Пуа. Свой успех Монне-Бутон и Пуа повторили в 1920 году, выиграв первый послевоенный европейский чемпионат.

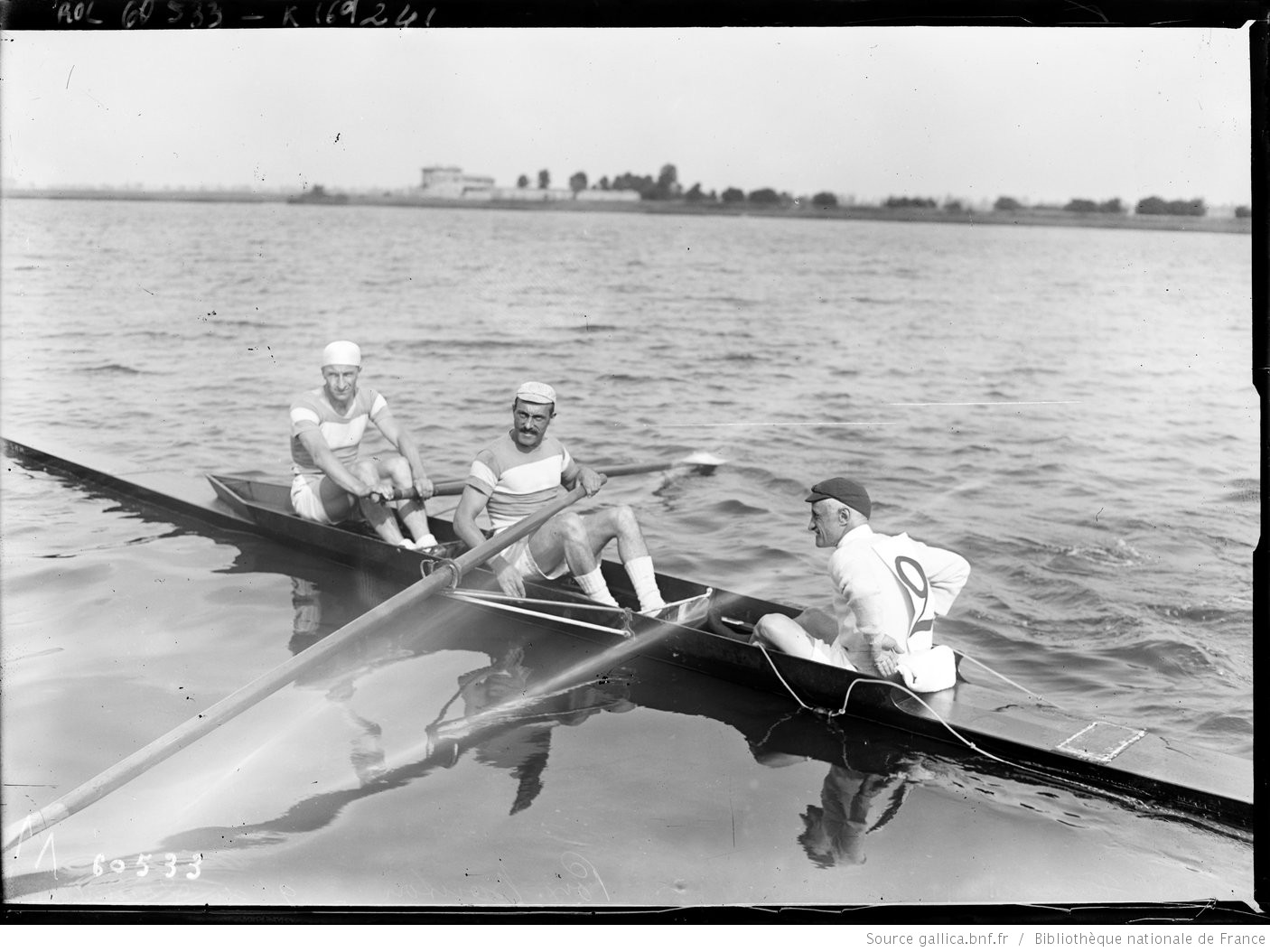
Монне-Бутон, Пуа и Барбероль (слева направо) во время Олимпийских игр 1920 года

На летних Олимпийских играх Монне-Бутон дебютировал в 1920 году в Антверпене в соревнованиях двоек с рулевыми. Вместе с Габриэлем Пуа для участия в Играх в качестве рулевого был выбран Эрнест Барбероль, приходившийся Монне-Бутону тестем. Первый раунд французский экипаж прошёл без борьбы, поскольку их соперники из США не вышли на старт заезда. В финале соперниками французов стали сборные Италии и Швейцарии. Заезд прошёл в упорной борьбе и завершился победой итальянцев. Французские гребцы отстали на 1 секунду и завоевали серебряные награды.
В 1924 году Монне-Бутон выступил на домашних летних Олимпийских играх в Париже в соревнованиях двоек распашных без рулевого, которые вернулись в олимпийскую программу спустя 16 лет. Партнёром Монне-Бутона по лодке стал Жорж Пьо. Ещё до старта соревнований сразу две сборные отказались от участия в данной дисциплине, в результате чего за победу боролись гребцы всего лишь из трёх стран. В первом раунде французы были сильнее гребцов из Великобритании, однако из-за того, что в программу соревнований были введены отборочные заезды, в которых должны были принимать участие гребцы, выбывшие на предварительной стадии, то в итоге обе сборные прошли в финал. Там же оказались и гребцы из Нидерландов, которые в отсутствии соперника по заезду квалифицировались в решающий заезд просто доплыв до финиша. До старта финального заезда стало известно, что британские гребцы из-за травмы снялись с соревнований и борьба за золото будет вестись между двумя сборными. Со старта заезда лидерство захватили гребцы из Нидерландов. На второй половине дистанции французские гребцы предприняли попытку догнать соперников, но не смогли. Голландцы выиграли заезд с преимуществом в 2,2 с.
В 1936 году 44-летний Монне-Бутон был включён в состав сборной для участия в летних Олимпийских играх в Берлине в качестве запасного и не принял участие ни в одном из заездов.